# Letloepe Community
Letloepe Community är en gemenskap i Lesotho.   Den ligger i distriktet Qacha's Nek, i den sydöstra delen av landet, 140 km sydost om huvudstaden Maseru.